# فيروس مسبب للحمى الشديدة مع متلازمة نقص الصفيحات
الفيروس المسبب للحمى الشديدة مع متلازمة نقص الصفيحات أو فيروس باندا دابي (بالإنجليزية: Dabie bandavirus أو SFTS virus)‏ هو فيروس من الفيروسات التي تنتقل عن طريق القراد من جنس فيروسات الباندا ورتبة البونيا [الإنجليزية]. تُعرف الحالة السريرية التي يسببها الفيروس بـ الحمى الشديدة مع متلازمة نقص الصفيحات (SFTS).
تُعد الحمى الشديدة مع متلازمة نقص الصفيحات مرضًا معديًا ناشئًا وُصِفَ لأول مرة في شمال شرق ووسط الصين عام 2009 واكتُشِف أيضًا في اليابان وكوريا الجنوبية وفيتنام وتايوان في عام 2015. ويبلغ معدل الوفيات بسبب SFTS ‏12% وتصل إلى 30% في بعض المناطق. تتمثل الأعراض السريرية الرئيسية لـ SFTS في الحمى والقيء والإسهال والاختلال العضوي المتعدد ونقص الصفيحات ونقص الكريات البيض وارتفاع مستويات إنزيمات الكبد. حدث تفشي آخر في شرق الصين في النصف الأول من عام 2020.

## التاريخ
في عام 2009 قام العالم تشاي جي يو وزملاؤه بعزل الفيروس المسبب للحمى الشديدة مع متلازمة نقص الصفيحات من دم مرضى مصابون بالمتلازمة.

## الجينوم
تُتبَّع تسلسل الجينوم ووُجد أن هناك ثلاثة قطع: قطعة كبيرة (L) ومتوسط (M) وصغيرة (S).
كما حُدِّدت خمسة بروتينات: إنزيم بوليميريز الحمض النووي الريبوزي المعتمد على الحمض النووي الريبوزي (RdRp)، ونوعين من البروتينات السكرية (Gn) و(Gc)، وبروتين نووي، وبروتين لا بنيوي.
ترمز القطعة الكبيرة L إلى بوليميراز الحمض النووي الريبوزي وهو عبارة عن 2084 وحدة بنائية من الأحماض الأمينية.
بينما ترمز أكواد القطعة المتوسطة M إلى 1073 وحدة بنائية من الأحماض الأمينية للبروتينات السكرية (Gn و Gc).
وتحتوي القطعة الصغيرة S على 1746 نيوكليوتيد من الحمض النووي الريبيوزي المزدوج السلاسل لتشفر البروتين النووي والبروتين اللا بنيوي.

## التطور
تم تحديد خمسة أنماط جينية (A – E). تتنوع السلالات التي ظهرت في الصين بين الأنماط الخمسة، بينما السلالات التي عُزِلت في كوريا الجنوبية تكون إحدى الأنواع الثلاثة (A و D و E)، بينما اليابان في واحد فقط (النوع E). يبدو أن الفيروس نشأ في جبال دابي في وسط الصين بين عامي 1918 و 1995.
من بين فيروسات البونيا، يبدو أن الفيروس المسبب للحمى الشديدة مع متلازمة نقص الصفيحات أكثر ارتباطًا بالمجموعة المصلية لفيروس الفواصد عن مجموعة حمى ذبابة الرمل.

## دورة الحياة
ينتقل الفيروس المسبب للحمى الشديدة مع متلازمة نقص الصفيحات عن طريق القراد، ليس واضحًا إذا كان يمكن أن ينتقل عن طريق مفصليات الأرجل الماصة للدم. يمكن أن تصيب العديد من عوائل الثدييات بما في ذلك القط والفأر والقنفذ والعرس والأبوسوم فرشائي الذيل والقطاس الأليف، يبدو أن البشر عوائل عرضيون، ولا يلعبون أي دور أساسي في دورة حياة الفيروس.
وقد اكتُشِف SFTSV في القرموشة طويلة القرون ونوع من اللبود واليغموش السلحفاتي ونوع من مروحية الرأس. بالإضافة إلى لدغة القراد، فإن الفيروس يمكنه الانتقال من شخص لآخر من خلال ملامسة دم أو مخاط شخص مصاب.

## علم الأوبئة
عُثِر على هذا الفيروس في مقاطعات آنهوي وخنان وهوبي وجيانغسو ولياونينغ وشاندونغ الصينية، وتحدث متلازمة الحمَّى الشديدة مع نقص الصفيحات في المناطق الريفية في الفترة بين شهر مارس إلى نوفمبر وعُثِر على غالبية الحالات في الفترة بين شهر أبريل إلى يوليو.
كما عُثِرعلى الفيروس في كوريا الجنوبية واليابان وفيتنام وتايوان.